# Шкута Олег Олегович
Шкута́ Олег Олегович — доктор юридичних наук, професор, провідний український вчений у галузі кримінального права та кримінології й кримінально-виконавчого права 

## Життєпис
Народився 5 грудня 1984 року у селі Бехтери, Херсонської області.
У 2007 році закінчив з відзнакою Херсонський юридичний інститут Харківського національного університету внутрішніх справ та отримав вищу юридичну освіту за спеціальністю "Правознавство", кваліфікація - юрист.

### Професійна діяльність
2007 – 2008 р.р. – спеціаліст відділів нотаріату і систематизації законодавства, правової освіти та роботи Головного управління юстиції у Херсонській області.
З 2008 – 2012 р.р. – юрист, директор ТОВ  "Адвокатська компанія "ШКУТА І ПАРТНЕРИ".
З 2012 р. – практикуючий адвокат, керуючий партнер АО "Адвокатська компанія "ШКУТА І ПАРТНЕРИ".

### Науково-педагогічна діяльність
З 2008 – 2011 р.р. – викладач кафедри цивільного і екологічного права Херсонського юридичного інституту Харківського національного університету внутрішніх справ.
З 2011 – 2019 р.р. – доцент кафедри галузевого права Херсонського державного університету.
З 2019 р. – 2024 р.р. – професор, завідувач кафедри професійних та спеціальних дисциплін Херсонського факультету Одеського державного університету внутрішніх справ.
З 2024 р. – 2025 р.р. – професор кафедри кримінально-правових дисциплін інституту права та безпеки  Одеського державного університету внутрішніх справ.
З 2025 р.р. – директор інституту права та безпеки  Одеського державного університету внутрішніх справ.
З 2021 р. – експерт Національного агентства із забезпечення якості вищої освіти за спеціальностями: 081 - Право та 262 - Правоохоронна діяльність.
Член спеціалізованих вчених рад з присудження наукового ступеня доктора наук:
З 2022 р. – Д 41.884.04 в Одеському державному університеті внутрішніх справ МВС України.
З 2023 р. – Д 17.127.07 у Класичному приватному університеті.
Член редколегій наукових видань:
Науковий журнал "Юридичний Бюлетень" ISSN 2414 – 4207.
Науковий журнал "Південноукраїнський правничий часопис" ISSN 2312-928X.
Науковий журнал "Кримінально-виконавча система: Вчора. Сьогодні. Завтра" ISSN 2617 – 0159.

### Наукові здобутки і нагороди
В 2011 році захистив дисертацію на здобуття наукового ступеня кандидата юридичних наук за спеціальністю 12.00.08. – кримінальне право та кримінологія; кримінально-виконавче право. Тема дисертації: "Виправлення та ресоціалізація засуджених, які відбувають покарання у виправних колоніях середнього рівня безпеки"
В 2015 році присвоєно вчене звання доцента.
В 2018 році захистив дисертацію на здобуття наукового ступеня доктора юридичних наук за спеціальністю 12.00.08. – кримінальне право та кримінологія; кримінально-виконавче право. Тема дисертації: "Теоретико-прикладні засади функціонування кримінально-виконавчої системи України".
В 2020 році присвоєно вчене звання професора.
Лауреат премії Президента України для молодих вчених 2021 року - за роботу "Пенітенціарна система України: теоретико-прикладна модель" (Указ Президента України №659/2021 від 16 грудня 2021 року "Про присудження премій Президента України для молодих вчених 2021 року").
Стипендіат іменної стипендії Верховної Ради України для молодих учених – докторів наук 2023 року - за роботу "Європейська інтеграція України в пенітенціарній сфері" (Постанова Верховної Ради України від 09.08.2023 № 3297-IX "Про призначення у 2023 році іменних стипендій Верховної Ради України для молодих учених - докторів наук")
Лауреат Всеукраїнського конкурсу «Молодий вчений року» у номінації «Воєний вчений» 2023.

## Основні наукові праці
1. Теорія і практика виправлення та ресоціалізації засуджених, які відбувають покарання в колоніях середнього рівня безпеки  навчальний посібник / І.Г. Богатирьов, Д.К. Василяка , О.О. Шкута. – Київ: Дакор, 2014. 176 с.
2. Актуальні проблеми юридичної відповідальності: навчальний посібник / Богатирьов І.Г., Богатирьова О.І., Грицаєнко Л.Р., Богатирьов А.І., Меленко О.І., Миронюк О.І., Пузирьов М.С., Томаш Л.В., Швець О.В., Шкута О.О. за заг. ред. І.Г. Богатирьова. – Київ: Дакор, 2016. 212 с.
3. Доктрина пенітенціарного права: монографія / Богатирьов І.Г., Пузирьов М.С., Шкута О.О. – Київ: Дакор, 2017. 236 с.
4. Пенітенціарна система України: теоретико-прикладна модель: монографія / Шкута О. О. – Херсон: Видавничий дім «Гельветика»,2017. 366 с.
5. Державна кримінально-виконавча служба України: теорія і практика: монографія / О. Т. Устюжанінова, О.О. Шкута. – Херсон: Видавничий дім «Гельветика», 2021. – 216 с.
6. Злочинність у Збройних Силах України: кримінологічна характеристика та запобігання: монографія / Н.А. Дмитренко, О.О. Шкута. – Херсон: Видавничий дім «Гельветика», 2022. – 186 с.
7. Дезертирство в Україні: кримінально-правовий та кримінологічний аспект : монографія / А.О. Кавунська, М.В. Корнієнко, О. О. Шкута. – Одеса : Видавничий дім «Гельветика», 2023. – 212 с.
8. Leonenko, Tetiana Ye., Leonenko, Maksym I., Shyian, Olha Yu., Yurchyshyn, Vasyl M.,Shkuta, Oleh O. ‘Pathological’ Religiosity Phenomenon as Manifestation of Individual's Deviant Behavior: Religious Hatred or Discord Motive in Commission of Crimes in the Religious Denomination Sphere. Journal of Advanced Research in Law and Economics 10(1), 2019. P. 295-306. Scopus.
9. Leonenko, Tetiana Ye., Leonenko, Maksym I., Yurchyshyn, Vasyl M.,Shkuta, Oleh O. Features of group motivation for criminal acts committed on the grounds of religious hatred or hostility. Journal of Advanced Research in Law and Economics 10(3), 2019. P. 842-849. Scopus.
10. Halunko Vira,  Shkuta Oleh, Predmestnikov Oleh,   Petrenko Nataliia, Holenko Nina. (2021) International experience in assessing the effectiveness of law enforcement agencies in crime prevention. Cuestiones Políticas. Vol. 39 №º 68 (enero-junio 2021). P. 343-355. Web of Science.
11. Leheza, Y., Len, V., Shkuta, O., TitarenkоO., & Cherniak, N. (2022). Foreign experience and international legal standards for the application of artificial intelligence in criminal proceedings. Revista De La Universidad Del Zulia, 13(36), 276-287. Web of Science.
12. Halunko, V., Bohatyrov, I., Shkuta, O., Bondar, V., & Karbovskyi, D. (2022). Legal regulation of higher legal education: Foreign experience and prospects in Ukraine. Revista De La Universidad Del Zulia, 13(38), 202-211. Web of Science.
13. Arifkhodzhaieva, T., Panova, О., Lazariev, V., Zhyvova, Y., Shkuta, О. Public services in the field of social protection of the population: international experience, administrative and penal aspects. Revista Cuestiones Políticas. Vol. 40 №º 74 (2022). P. 16-26. Web of Science.
14. Lutsiuk K., Dolhov A., Svynarenko Y., Shkuta O., Konopelskyi V. (2022) International experience of correction and resocialization of prisoners sentenced to imprisonment. Revista Cuestiones Políticas. Vol. 40 №º 75 (2022). P. 79-88. Web of Science.
15. Oleh Shkuta, Maksym Korniienko, Mykola Yankovyi (2022) Foreign experience of preventing military and economic crimes. Baltic Journal of Economic Studies. Vol. 8 № 4. Riga,  Latvia : «Baltija Publishing», (2022). Р. 185-190. Web of Science.
16. Shkuta, O., Karbovskyi, D., Pushkina, O., Potip, M., Varhuliak, O. Object and Subject of State Control in the Sphere of Legal Turnover of Narcotic Drugs, Psychotropic Substances and their Precursors in Ukraine: Administrative, Criminal and Civil-Legal Aspect. Journal of Drug and Alcohol Research, 2023, 12(7), Р. 236-255. Scopus.